# Đất xấu

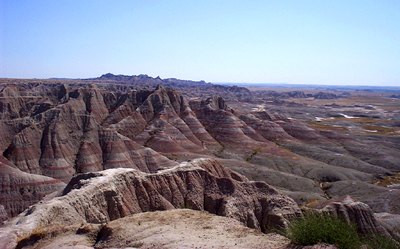
Vùng Đất xấu thuộc tiểu bang Nam Dakota, Hoa Kỳ.

Đất xấu (tiếng Anh: badlands) là một dạng địa hình khô cằn nhiều đất sét lẫn đá bị gió và nước bào mòn nghiêm trọng. Ở những vùng đất như thế này, mặt đất bị cắt xẻ dữ dội tạo nên vô vàn các hẻm đá, mô đất, để lộ các cấu trúc bên trong rất rõ. Những cấu trúc địa lý như thế này thường được thấy ở Bắc Mỹ, Mông Cổ, thậm chí ở trên Mặt Trăng và sao Hỏa.
Thông thường vùng Đất xấu thường có những quang cảnh rất ngoạn mục từ những lớp đất đá có màu xám của than, màu sáng của đất sét, cho đến màu đỏ của xỉ núi lửa. Do các lớp đất bồi trên bề mặt bị xói mòn và thực vật cũng khó có thể phát triển ở đây nên người ta dễ dàng tìm ra những hóa thạch còn khá nguyên vẹn.
Một trong những vùng Đất xấu nổi tiếng nhất là ở tiểu bang Bắc Dakota và Nam Dakota, Hoa Kỳ. Tại nơi đây, người ta thiết lập những công viên quốc gia rất nổi tiếng, đó là vườn quốc gia Theodore Roosevelt (Bắc Dakota) và vườn quốc gia Badlands (Nam Dakota).

## Hình ảnh

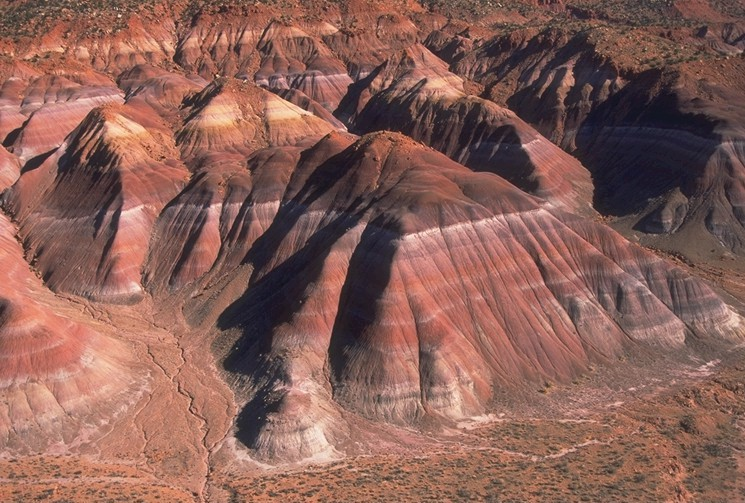
Đất xấu Chinle tại Grand Staircase-Escalante National Monument.
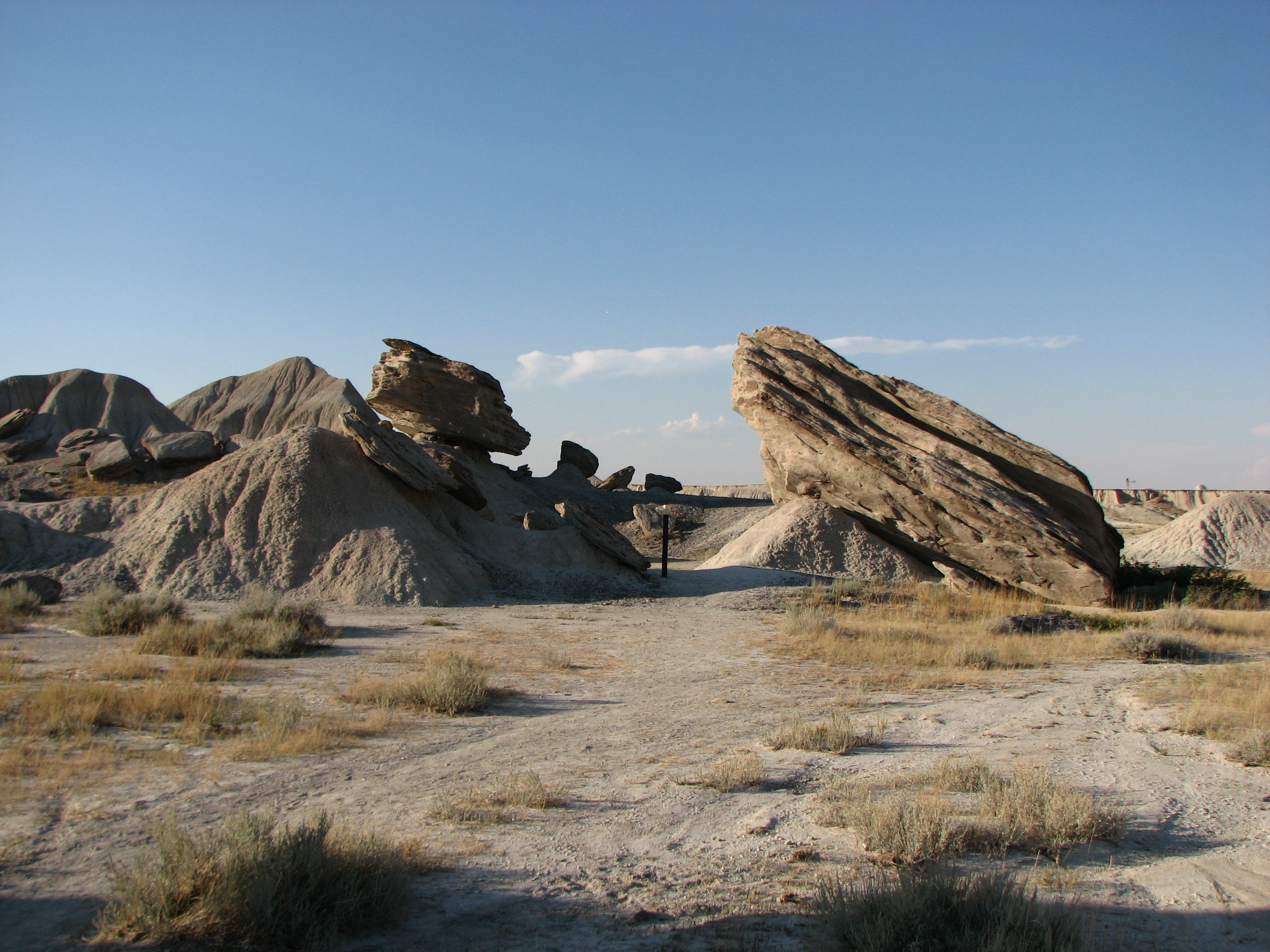
Công viên địa chất hồ cóc ở tây bắc Nebraska.
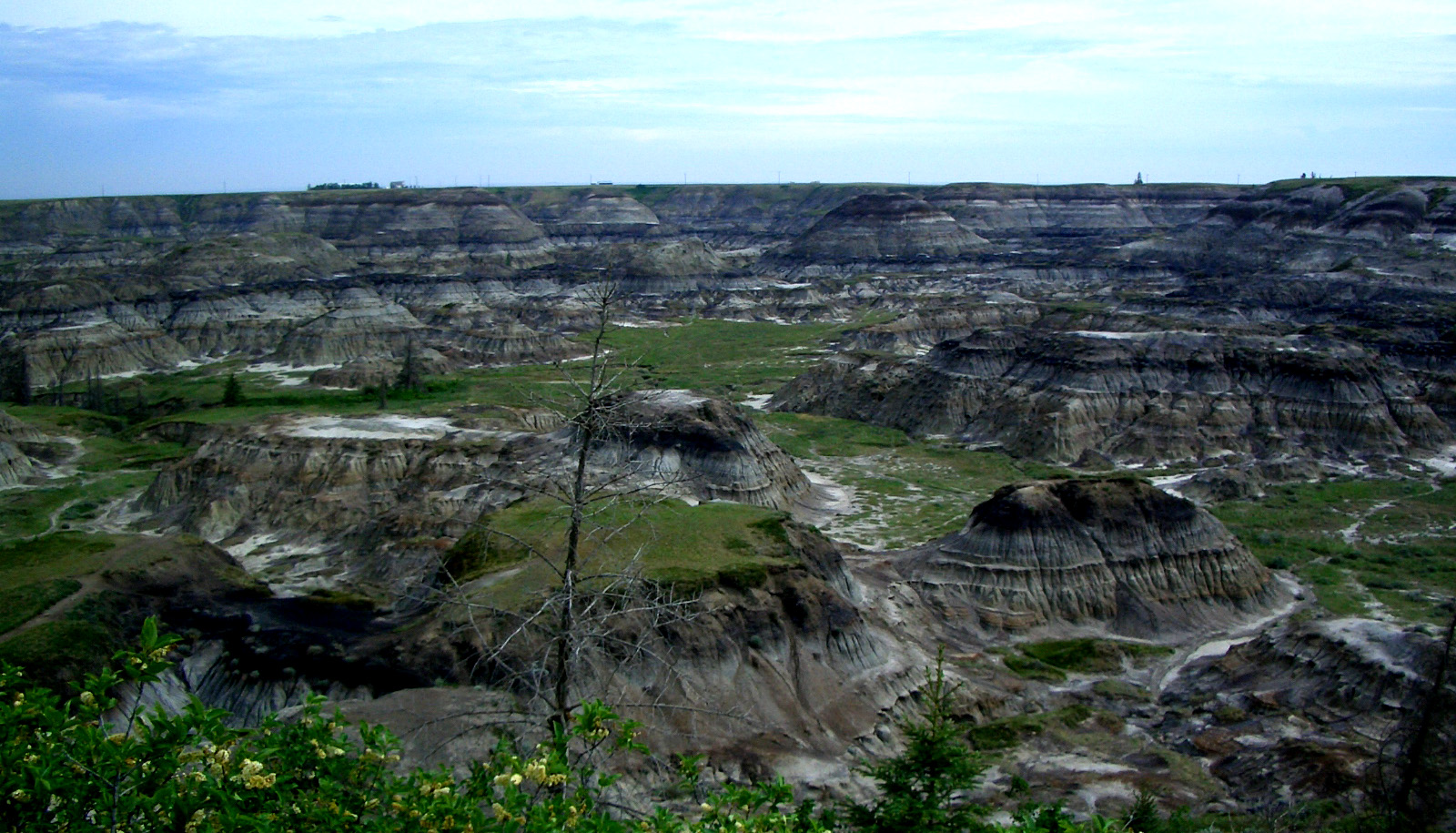
Đất xấu gần Drumheller, Alberta.
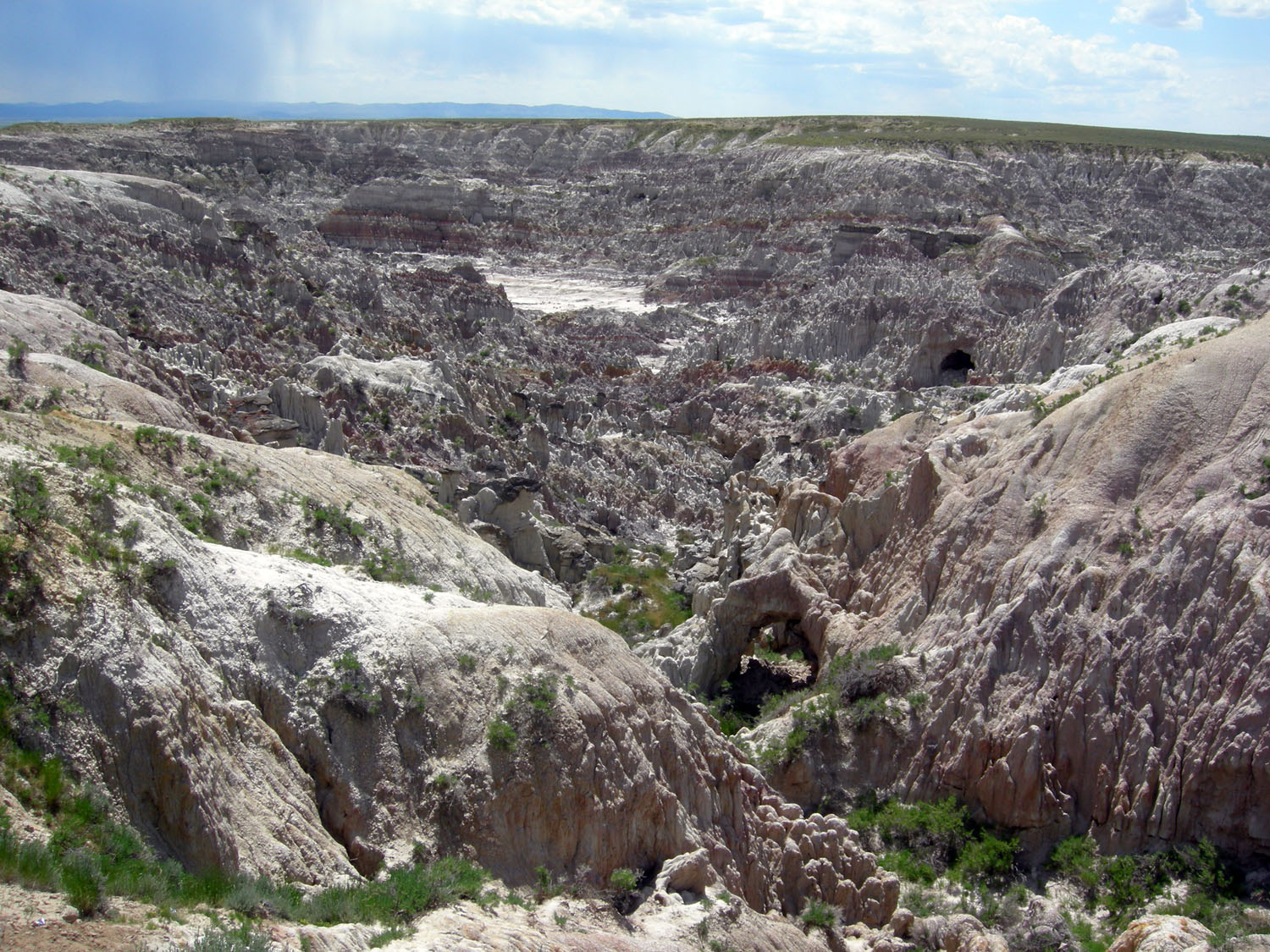
Đất xấu của Hell's Half-Acre, quận Natrona, Wyoming.
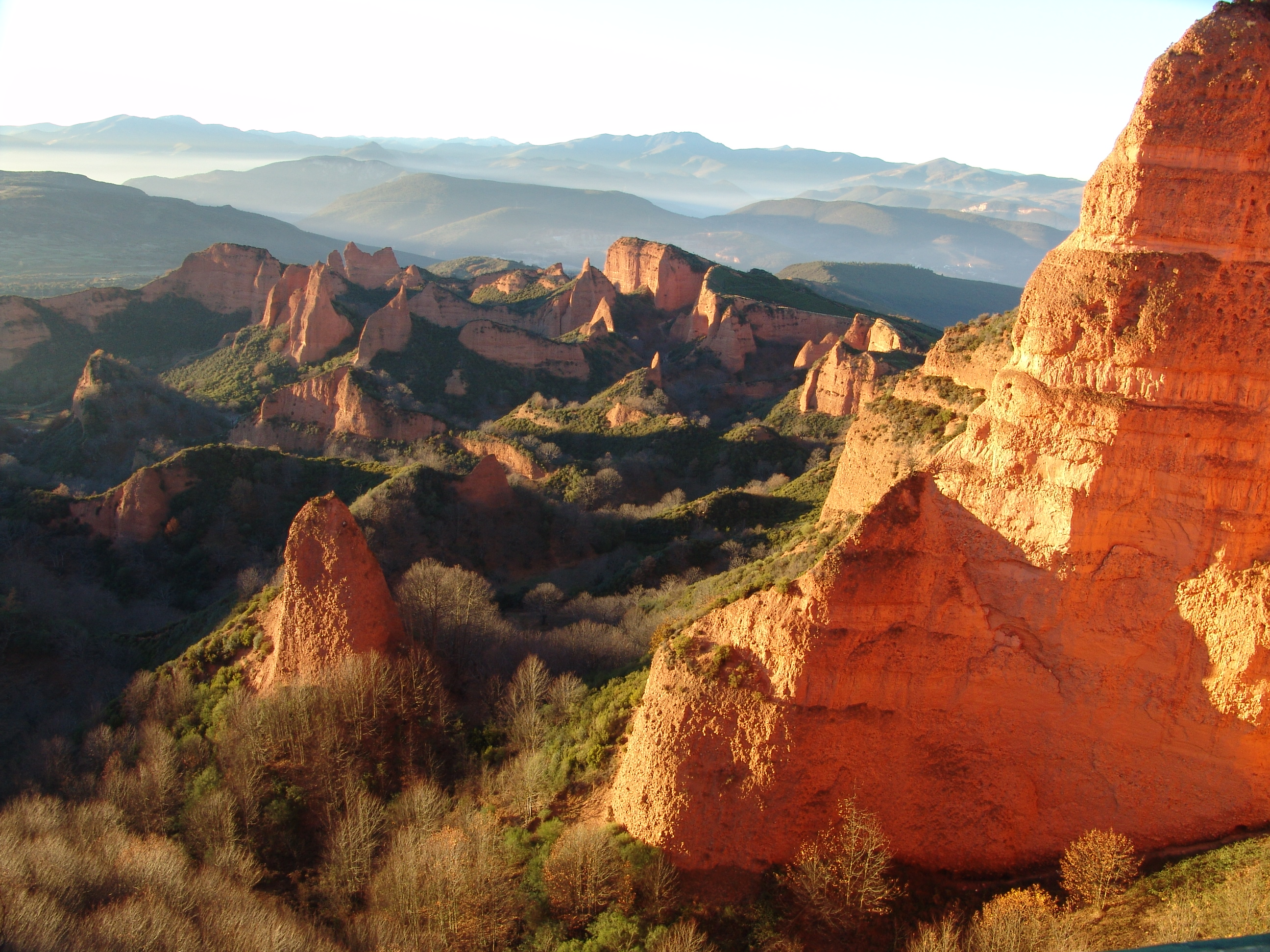
Toàn cảnh Las Médulas, Tây Ban Nha.